# Pohle
Pohle ist eine Gemeinde im Landkreis Schaumburg in Niedersachsen, Deutschland. Die Gemeinde ist Teil der Samtgemeinde Rodenberg.

## Geografie
Die Gemeinde liegt im Deister-Süntel-Tal und im Naturpark Weserbergland Schaumburg-Hameln zwischen Hameln und Hannover. Nördlich der Ortslage tangiert die BAB 2 die Gemeinde. Östlich verläuft die B 442. Entlang der Hauptstraße verläuft der Pohler Bach.
Die Gemeinde besteht aus dem als Haufendorf angelegten Pohle und der als Wohnplatz ausgewiesenen Wischmühle.
Im Uhrzeigersinn liegen die Nachbargemeinden Apelern, Lauenau, Messenkamp, Hülsede und Auetal.

## Geschichte
Die erste urkundliche Erwähnung erfolgte im Jahre 850 als Padlo. Weitere Schreibweisen waren 1182 Palden und Valden, um 1300 Polde, 1309 Pölde, 1492 Poelde und Mitte des 16. Jahrhunderts Poilde. Die älteste Namensform bedeutet Heiligtumshain und verweist in heidnische Zeiten und auf eine uralte Besiedlungsstätte.
Um 1600 war Pohle dreigeteilt. Der Größere Teil gehörte zum Amt Rodenberg, zwei kleinere Teile gehörten zu den Ämtern Schaumburg und Lauenau. 1648 bei der Teilung der alten Grafschaft Schaumburg wurde die eine Hälfte des Dorfes und der Feldmark dem hessischen Teil zugewiesen. Die andere Hälfte ging an das Königreich Hannover. Erst 1831 endete die Trennung. Kurhessen trat seinen Anteil an Hannover ab. Ab 1866 gehörte Pohle zur preußischen Provinz Hannover und wurde bei der Bildung von Landkreisen im Jahr 1885 dem Kreis Springe zugeordnet. Am 1. März 1974 erfolgte die Eingliederung in den Landkreis Grafschaft Schaumburg. Zeitgleich wurde die Samtgemeinde Rodenberg mit den Gemeinden Apelern, Hülsede, Lauenau, Messenkamp und der Stadt Rodenberg gebildet. Seit 1977 ist der neugebildete Landkreis Schaumburg zuständig.

## Religion
Pohle besaß eine eigene Kapelle, die von den Pastoren in Apelern und Lauenau umkämpft war. Häufig wechselte die Zuständigkeit der Kirchspiele.
- Die evangelischen Christen gehören der ev.-luth. St. Lukaskirchengemeinde Lauenau an.
- Die katholischen Gläubigen gehören zur Pfarrgemeinde Maria vom heiligen Rosenkranz in Bad Nenndorf und nutzen die Filialkirche St. Markus in Lauenau.

## Politik

### Gemeinderat
Der Rat der Gemeinde Pohle besteht aus neun Ratsfrauen und Ratsherren. Dies ist die festgelegte Anzahl für die Mitgliedsgemeinde einer Samtgemeinde mit einer Einwohnerzahl zwischen 501 und 1000 Einwohnern. Die Ratsmitglieder werden durch eine Kommunalwahl für jeweils fünf Jahre gewählt. Die aktuelle Amtszeit begann am 1. November 2021 und endet am 31. Oktober 2026.
Die letzte Kommunalwahl am 12. September 2021 ergab das folgende Ergebnis:
| Partei | Anteilige Stimmen | Anzahl Sitze |
| ------ | ----------------- | ------------ |
| CDU    | 39,63 %           | 3            |
| WGP    | 42,44 %           | 4            |
| SPD    | 17,94 %           | 2            |

Die Wahlbeteiligung bei der Kommunalwahl 2021 lag mit 61,44 % über dem niedersächsischen Durchschnitt von 57,1 %.
Vorherige Wahlergebnisse
| Wahljahr | CDU | SPD | Gesamt  |
| 2016     | 5   | 4   | 9 Sitze |
| 2011     | 5   | 4   | 9 Sitze |
| 2006     | 5   | 4   | 9 Sitze |
| 2001     | 6   | 3   | 9 Sitze |

### Bürgermeister
Bürgermeister der Gemeinde ist seit dem 15. November 2010 Jörg-Wilhelm Hupe (CDU). Er trat die Nachfolge von Gerlinde Mensching (CDU) an, die während der Wahlperiode verstorben war. Nach den Kommunalwahlen 2011 und 2016 wurde er wieder in sein Amt gewählt. 2021 wurde Jürgen Wilkening (WGP), aus der im selben Jahr gegründeten Wählergemeinschaft Pohle, zum Bürgermeister gewählt.

### Gemeindedirektor / Verwaltung
In der konstituierenden Ratssitzung am 8. November 2011 wurde Uwe Heilmann (SPD) für die Zeit vom 1. November 2011 bis zum 31. Oktober 2014 vom Pohler Gemeinderat zum Gemeindedirektor ernannt. Die Verwaltung erfolgt direkt im Rathaus der Samtgemeinde in Rodenberg. Ein eigenes Gemeindebüro wird nicht vorgehalten.

### Wappen
In silbernem Feld ein Eichenbaum mit braunen Stamm, grüner Krone und goldenen Eicheln.

## Kultur und Sehenswürdigkeiten

### Sport
- Im Jahr 1910 wurde der MTV Germania Pohle gegründet. Innerhalb des MTV wurde im Jahr 1922 der Musikzug – eine Schalmeienkapelle – gegründet. 1928 wurden die Schalmeien durch andere Blasinstrumente ersetzt. Ein Sportheim mit Sportplatz vor Ort und eine Sporthalle im benachbarten Hülsede stehen zur Verfügung.
- Der Schützenverein Pohle löste sich wegen Mitgliederrückgang zum Jahresende 2016 auf,[9] das Schützenhaus fiel an die Gemeinde Pohle.[10]

### Vereine

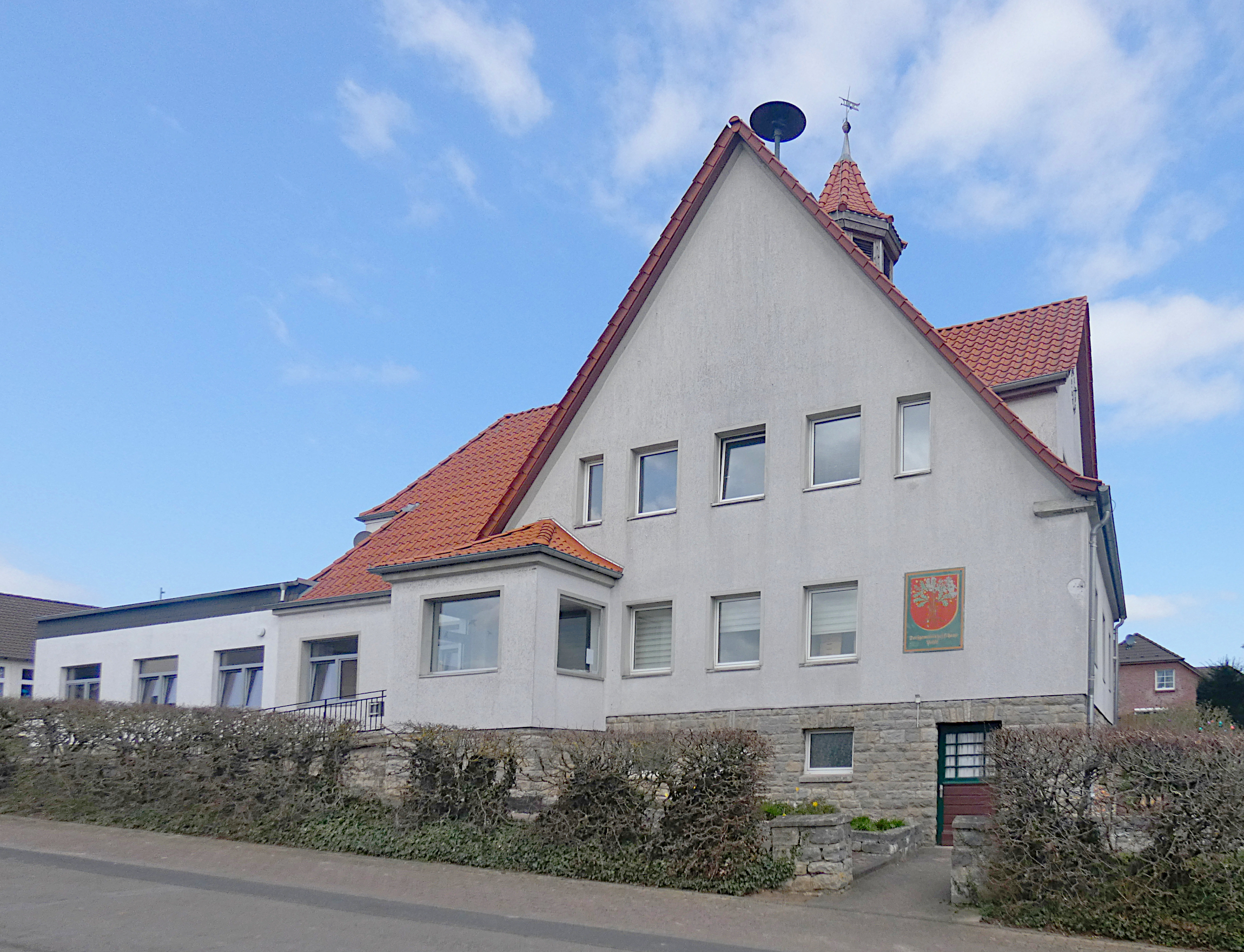
Dorfgemeinschaftshaus Pohle

- Angelsportverein (ASV) Auetal-Pohle e. V. von 1963
- DRK-Ortsverein
- Feuerwehrkameradschaft Pohle
- Freiwillige Feuerwehr Pohle[11]
- Soldatenkameradschaft
- Landjugend, nutzt seit 2017 das ehemalige Schützenhaus.[9]
- Männergesangverein
- SoVD (Reichsbund) Ortsgruppe Pohle-Lauenau
- Siedlergemeinschaft
- Kindergarten-Förderverein
- Sportverein TSV Germania Pohle

### Regelmäßige Veranstaltungen
Die Landjugend Pohle richtet jedes Jahr das traditionelle Erntefest sowie die 1. Maifeier aus.

## Wirtschaft und Infrastruktur

### Unternehmen
Große Firmen haben sich nicht niedergelassen. Wenige Flurstücke gehören zum Gewerbegebiet Lauenau. In der Gemeinde gibt es eher kleinteiliges Gewerbe.

### Öffentliche Einrichtungen
Für Sicherheit und Ordnung ist das Polizeikommissariat Bad Nenndorf zuständig. In Lauenau ist eine Polizeistation im Tagesdienst besetzt. Der Brandschutz und die allgemeine Hilfe insbesondere auf örtlicher Ebene wird durch die Freiwillige Feuerwehr Pohle sichergestellt.

### Bildung
Für die vorschulische Betreuung ist ein Kindergarten vorhanden. Grundschüler besuchen die Schule in Lauenau. Weiterführende Schulen befinden sich in Rodenberg und Bad Nenndorf.

### Verkehr
Die nächste Autobahnanschlussstelle ist Lauenau an der Bundesautobahn 2 Hannover-Dortmund, etwa 3 km entfernt. Nordöstlich der Gemeinde verläuft die B 442, die von Bad Münder nach Wunstorf führt. Die nächstgelegenen Bahnhöfe befinden sich in Bantorf und Haste. Der ÖPNV wird durch die Schaumburger Verkehrs-Gesellschaft bedient. Innerhalb der Samtgemeinde Rodenberg wird der Linienbusverkehr durch das System „Anruf-Auto“ ergänzt.